# Переднеазиатские нагорья
Переднеазиа́тские наго́рья — группа нагорий в Западной (Передней) Азии, тянутся с запада (Малая Азия) на восток (до Памира) почти на 4 тысячи км; ширина 600—1500 км, общая площадь свыше 3,5 млн км².
В эту группу входят:
- Малоазиатское нагорье;
- Армянское нагорье;
- Иранское нагорье.

Во внутренней части Переднеазиатских нагорий находятся плоскогорья высотой 1—2 тыс. м, зачастую лишённые внешнего стока и окаймлённые окраинными горами (высота 2—4 тыс. м). Внешние (более влажные) склоны этих гор покрыты лесами и кустарниками, внутренние склоны и плоскогорья имеют пустынно-степной облик.